# Aeroport de Bèrgam-Orio al Serio
L'Aeroport de Bèrgam-Orio al Serio (codi IATA: BGY, codi OACI: LIME) (en italià: Aeroporto di Bergamo-Orio al Serio) és un aeroport localitzat a la població d'Orio al Serio, a 3,7 km al sud-est de Bèrgam. A més, està situat a 45 km de Milà i forma part del sistema aeroportuari de la ciutat, juntament amb els aeroports de Malpensa i Linate. L'aeroport es caracteritza per la gran quantitat de rutes operades per aerolínies de baix cost, principalment Ryanair. L'any 2011, va gestionar 8.419.948 passatgers, convertint-se en el quart aeroport més transitat d'Itàlia.

## Història
Fou construït a la Segona Guerra Mundial, a la localitat de Orio al Serio, a la província de Bérgam.
Quan va acabar la guerra es va decidir que continuara com un aeroport públic i militar a la vegada, i el 1972 es va produir el primer vol comercial. Actualment el gestiona la Società Aeroporto Civile Bergamo Orio al Serio (SACBO).

## Aerolínies i destinacions
| Aerolínies         | Destinacions |
| ------------------ | --- |
| Air Arabia Maroc   | Casablanca |
| Air Italy          | Olbia, Nàpols |
| AlbaStar           | Eivissa, Menorca, Palma |
| Alitalia           | Roma-Fiumicino |
| Amsterdam Airlines | de temporada: Amsterdam |
| Blue Air           | Bacău, Bucarest-Băneasa |
| Carpatair          | Craiova, Timişoara |
| Danube Wings       | Košice |
| Eagles Airlines    | Pristina |
| Iceland Express    | de temporada: Reykjavík-Keflavík |
| Jet2.com           | de temporada: Leeds/Bradford |
| Meridiana          | Cagliari, Fuerteventura, Sharm el-Sheikh, Tel-Aviv |
| Nouvelair          | de temporada: Djerba, Monastir |
| Onur Air           | de temporada: Antalya, Bodrum |
| Pegasus Airlines   | İstanbul-Sabiha Gökçen |
| Ryanair            | L'Alguer, Alacant, Barcelona, Bari, Beauvais, Berlín-Schönefeld, Bratislava, Brindisi, Brno, Cagliari, Charleroi, Constanţa, Dublin, Eindhoven, Fes, Fuerteventura, Girona, Granada, Hahn, Ibiza, Kaunas, Kraków, Lanzarote, Lamezia Terme, Las Palmas de Gran Canaria, Liverpool, Łódź, Londres-Stansted, Lourdes, Madrid, Marrakech, Nyköping, Palerm, Pescara, Plovdiv, Porto, Poznań, Rhodes, Riga, Roma-Ciampino, Sandefjord, Santander, Santiago de Compostela, Sevilla, Tallinn, Tenerife-Sud, Trapani, Tessalònica, València, Vilnius], Volos, Weeze, Wrocław, Saragossa de temporada: Billund, Bristol, Chania, Cork, East Midlands, Gothenburg-City, Kos, Màlaga, Palma, Glasgow-Prestwick, Reus, Tampere, Tànger, Valladolid |
| Trawel Fly         | Catania, Nàpols, Reggio Calabria de temporada: Olbia |
| Wizz Air           | Bucarest-Băneasa, Budapest, Cluj-Napoca, Gdańsk, Katowice, Prague, Sofia, Târgu Mureş, Timişoara, Vilnius, Varsòvia |